# So Fine (film)
So Fine is een Amerikaanse sekskomedie uit 1981 geregisseerd door Andrew Bergman.

## Verhaal
Bobby Fine, een docent Engels aan het fictieve Chippenango State College, maakt indruk op directeur Lincoln door een obscure regel uit Shakespeares De koopman van Venetië te citeren. Bobby legt uit dat hij het stuk altijd leuk heeft gevonden vanwege zijn vader Jack, die de kledingwinkel Fine Fashions uitbaat in New York.
Fine Fashions heeft overtollige voorraad, slechte ontwerpen en hoge schulden. Om een verkoop veilig te stellen, regelt Jack met tegenzin een seksuele relatie met een koper. Daarnaast heeft Jack een schuld van $1.500.000 bij woekeraar Mr. Eddie die het bedrijf overneemt en Bobby verplicht aanstelt om het uit te baten. Bobby probeert het vak te leren, maar de werknemers zien hem als een dwaas.
Bobby ontmoet Eddie's vrouw Lira en ze voelen zich sterk tot elkaar aangetrokken. Zij verleidt hem, maar Eddie komt vroegtijdig thuis en Bobby is genoodzaakt een outfit van Lira te dragen tijdens zijn vlucht. Terug op kantoor wordt die jeansbroek aanzien als een nieuw ontwerp, gaat in productie en blijkt een schot in de roos te zijn waardoor de schulden kunnen afbetaald worden.
Eddie realiseert zich dat Lira dat bewuste kledingstuk droeg voor het in productie ging dus hij komt tot de conclusie dat Bobby en Lira iets hebben. Bobby en Lira voeren op dat ogenblik Giuseppe Verdi's opera Otello op. Eddie verkleedt zich als Otello, gaat het podium op en wil Lira en Bobby vermoorden. Jack slaat Eddie knock-out. Het publiek ziet de voorstelling aan voor een herziening van Verdi's origineel en applaudisseert.
Bobby en Lira vluchten naar Venetië. Bobby leest een persoonlijke nietigverklaring voor van het huwelijk van Lira en Eddie, ondertekend door paus Johannes Paulus II.

## Rolverdeling
| Acteur            | Personage          |
| ----------------- | ------------------ |
| Ryan O'Neal       | Bobby Fine         |
| Jack Warden       | Jack Fine          |
| Mariangela Melato | Lira               |
| Richard Kiel      | Eddie              |
| Fred Gwynne       | Lincoln            |
| Mike Kellin       | Sam Schlotzman     |
| David Rounds      | Professor McCarthy |

## Nominatie
| Westrijd                     | Categorie                          | Ontvanger(s) | Resultaat   | Ref.  |
| ---------------------------- | ---------------------------------- | ------------ | ----------- | ----- |
| Golden Raspberry Awards 1989 | Slechtste acteur van het decennium | Ryan O'Neal  | Genomineerd | [ 1 ] |